# مینک برار
مینک برار (به انگلیسی: Mink Brar) (زاده ۴ نوامبر ۱۹۸۰) بازیگر و مدل آلمانی-هندی است.
از فیلم‌هایی که وی در آنها نقش داشته‌است می‌توان به پدر، راز، راز ۴، درآمد هست آنه مخارج یک روپیه، رویاهای هفت رنگ و یام‌راج اشاره کرد.